# Économie militaire
 (décembre 2021).
La mise en forme du texte ne suit pas les recommandations de Wikipédia : il faut le « wikifier ».
Les points d'amélioration suivants sont les cas les plus fréquents :
- Les titres sont pré-formatés par le logiciel. Ils ne sont ni en capitales, ni en gras.
- Le texte ne doit pas être écrit en capitales (les noms de famille non plus), ni en gras, ni en italique, ni en « petit »…
- Le gras n'est utilisé que pour surligner le titre de l'article dans l'introduction, une seule fois.
- L'italique est rarement utilisé : mots en langue étrangère, titres d'œuvres, noms de bateaux, etc.
- Les citations ne sont pas en italique mais en corps de texte normal. Elles sont entourées par des guillemets français : « et ».
- Les listes à puces sont à éviter, des paragraphes rédigés étant largement préférés. Les tableaux sont à réserver à la présentation de données structurées (résultats, etc.).
- Les appels de note de bas de page (petits chiffres en exposant, introduits par l'outil «  Source ») sont à placer entre la fin de phrase et le point final[comme ça].
- Les liens internes (vers d'autres articles de Wikipédia) sont à choisir avec parcimonie. Créez des liens vers des articles approfondissant le sujet. Les termes génériques sans rapport avec le sujet sont à éviter, ainsi que les répétitions de liens vers un même terme.
- Les liens externes sont à placer uniquement dans une section « Liens externes », à la fin de l'article. Ces liens sont à choisir avec parcimonie suivant les règles définies. Si un lien sert de source à l'article, son insertion dans le texte est à faire par les notes de bas de page.
- La présentation des références doit suivre les conventions bibliographiques. Il est recommandé d'utiliser les modèles {{Ouvrage}}, {{Chapitre}}, {{Article}}, {{Lien web}} et/ou {{Bibliographie}}. Le mode d'édition visuel peut mettre en forme automatiquement les références.
- Insérer une infobox (cadre d'informations à droite) n'est pas obligatoire pour parachever la mise en page.

Pour une aide détaillée, merci de consulter Aide:Wikification.
Si vous pensez que ces points ont été résolus, vous pouvez retirer ce bandeau et améliorer la mise en forme d'un autre article.
L'économie militaire est un domaine de l’économie caractérisé par une approche large et interdisciplinaire. En plus des considérations économiques, la stratégie militaire, la science politique, l’histoire, la géographie et l'étude de la technologie sont également inclus dans les analyses. Ces connaissances sont souvent enseignées et étudiées dans des think tanks,ou dans des institutions ou académies militaires, ayant pour conséquence que les connaissances acquises dans le domaine de l’économie militaire sont moins communiquées publiquement que les avancées de l’économie plus traditionnelle. La branche a également aidé à développer certaines connaissances économiques fondamentales, par exemple la théorie des jeux  via l’analyse de la menace nucléaire et de sa défense pendant la guerre froide.
Les recherches de la RAND corporation fournissent d’autres exemples, comme le paradoxe d’Ellsberg (1961) ou des rapports importants tels que The Economics of Defence in the Nuclear Age. Le fait que ces connaissances fondamentales ont leur source dans l’économie militaire est rarement connu. Dans les pays de la francophonie, certaines institutions responsables pour la recherche en économie militaire sont l’institut de recherche stratégique de l'Ecole Militaire à Paris, l’académie militaire à l’école polytechnique fédérale de Zürich, le département de recherche et développement pour la défense Canada à Ottawa, ou encore l’école royale militaire à Bruxelles.

## Thèmes et principes de recherche
Le thème de recherche classique est le déploiement, l'approvisionnement et l'entretien des armées de manière économiquement optimale - tant en temps de paix qu'en temps de guerre. Il existe une tradition scientifique d'économie militaire qui remonte à Leibniz. L'objectif est, entre autres, de s'assurer que les ressources utilisées à cette fin sont à la fois économiquement efficaces (par exemple, fourniture de services au coût le plus bas possible) et efficaces en matière de sécurité (par exemple, usage de technologies appropriées).
D'autres sujets se sont orientés vers des cas d'utilisation concrets et spécifiques, par exemple : la sécurité centrale de l'approvisionnement et la résilience du pays en cas de conflits ou de guerres, la protection des infrastructures critiques, mais aussi l'analyse économique des conflits non étatiques (terrorisme, cybermenaces, trafic de drogue, fuite et déplacement de personnes, etc.), les conséquences des dépenses de la défense ou encore les implications stratégiques d'une modification des structures de sécurité (navigabilité du passage du Nord-Est ; vulnérabilité du canal de Suez).
En outre, l'économie militaire comporte également des domaines de recherche plus abstraits et davantage axés sur la théorie, tels que : les effets macroéconomiques des dépenses de la défense, diverses études de théorie des jeux et des jeux de simulation (par exemple, en relation avec les menaces nucléaires et la dissuasion nucléaire), la formation d'alliances militaires et leur financement, ou les structures de marchés publics spécifiques à la défense.
Pour une meilleure compréhension, une distinction peut être faite entre une perspective macro- et micro-économique. Les principaux sujets d'étude au niveau micro-économique sont les mécanismes de fixation des prix des biens et services militaires, l'économie industrielle, la réglementation des contrats et des fournitures d’armements, ainsi que l'analyse structurelle économique de l'industrie de la défense, ou encore les possibilités de substituer diverses méthodes ou technologies à l’utilisation des forces armées. Les questions importantes au niveau macro-économique sont étroitement liées à celles du commerce international, de l'aide au développement et de son économie, de la théorie de la croissance et - de manière très significative - de l’institutionnalisme. Dans les interactions stratégiques, les considérations de la théorie des jeux occupent une place centrale, par exemple dans l'étude systématique des courses aux armements et de leur contrôle, de la dissuasion militaire (nucléaire) ou encore de la prévention, du déclenchement ou de la fin de la guerre.

## Critiques
Un problème fondamental de l’économie militaire est qu'une grande partie de son champ d'application ne répond pas aux exigences axiomatiques strictes des théories économiques (néo-)classiques. Ainsi, les études économétriques dans le contexte de l'économie militaire doivent faire face au problème fondamental de l'absence d'une mesure réellement objectivable des résultats. Il est possible de mesurer les dépenses économiques ex ante - telles que les coûts d'une brigade de chars - mais pas les résultats obtenus. Ce n'est qu'en cas de guerre, c'est-à-dire après que les dépenses ont déjà été effectuées, qu'une mesure concrète des résultats est possible. Le bien public produit dans ce processus, la sécurité militaire de l'État et de son peuple, profite à chaque individu de la nation indépendamment de la mesure dans laquelle l'individu participe à la production de ce bien. En outre, les biens militaires sont, entre autres, intrinsèquement liés à des externalités. Tout cela rend le transfert et l'application de méthodes et de modèles déjà établis problématiques. Pour cette raison, les tentatives de faire fructifier des perspectives économiques alternatives et institutionnelles s'établissent de plus en plus en remplacement ou complément des perspectives classiques.

## Dépenses militaires mondiales
| Pays            | Dépenses (Millions de US$) | % du PIB |
| États-Unis      | 778232,2                   | 3,7%     |
| Chine           | 252304,2                   | 1,7%     |
| Inde            | 72887,4                    | 2,9%     |
| Russie          | 61712,5                    | 4,3%     |
| Royaume-Uni     | 59238,5                    | 2,2%     |
| Arabie Saoudite | 57519,4                    | 8,4%     |
| Allemagne       | 52764,8                    | 1,4%     |
| France          | 52747,1                    | 2,1%     |
| Japon           | 49148,6                    | 1,0%     |
| Corée du Sud    | 45735,4                    | 2,8%     |
| Italie          | 28921,3                    | 1,6%     |
| Australie       | 27536,2                    | 2,1%     |
| Canada          | 22754,8                    | 1,4%     |
| Israël          | 21704,5                    | 5,6%     |
| Brésil          | 19736,3                    | 1,4%     |
| Turquie         | 17724,6                    | 2,8%     |
| Espagne         | 17431,8                    | 1,4%     |
| Iran            | 15825,1                    | 2,2%     |
| Pologne         | 13026,7                    | 2,2%     |
| Pays-Bas        | 12578,4                    | 1,4%     |
| Taiwan          | 12154,5                    | 1,9%     |
| Singapour       | 10855,6                    | 3,2%     |
| Pakistan        | 10376,4                    | 4,0%     |
| Algérie         | 9708,3                     | 6,7%     |
| Indonésie       | 9395,5                     | 0,9%     |
| Colombie        | 9216,4                     | 3,4%     |
| Thaïlande       | 7340,2                     | 1,5%     |
| Norvège         | 7112,5                     | 1,9%     |
| Irak            | 7015,6                     | 4,1%     |
| Koweït          | 6941,0                     | 6,5%     |

## Littérature
Keupp, Marcus Matthias: Économie militaire. 1ère édition. Springer Gabler, Wiesbaden 2019,  (ISBN 978-3-658-06147-0), 147 p.
Hitch, Charles J.; McKean, Roland N.: The Economics of Defense in the Nuclear Age. Harvard University Press, 1960,  (ISBN 978-0-674-86588-4), 422 p. (rand.org)
Hartley, Keith; Sandler, Todd (Ed.): Handbook in Defense Economics, Defense Economics in the post-cold war era. Volume 1. North Holland, 1995,  (ISBN 978-0-444-81887-4), 606 p.
Hartley, Keith; Sandler, Todd (Ed.): Handbook in Defense Economics, Defense in a globalized World. Volume 2. North Holland, 2007,  (ISBN 978-0-444-51910-8), 698 p.